# Forschungsverbund SED-Staat
Der Forschungsverbund SED-Staat an der Freien Universität Berlin war eine Forschungseinrichtung, die 1992 mit maßgeblicher Unterstützung des damaligen FU-Präsidenten Johann W. Gerlach gegründet und zum Jahresende 2024 aufgelöst wurde. Gründer bzw. frühe Mitarbeiter waren Manfred Görtemaker, Siegward Lönnendonker, Bernd Rabehl, Klaus Schroeder, Manfred Wilke und Jochen Staadt.

## Geschichte
Im Jahr 2000 untergliederte sich der Forschungsbereich in zwei Standorte, der eine unter der Leitung von Klaus Schroeder, der andere geleitet von Manfred Wilke. Seit der Pensionierung Wilkes im Oktober 2006 wurde die gesamte Einrichtung von Klaus Schroeder geleitet.
Der Verbund hat zahlreiche Projekte initiiert, wie beispielsweise die Erforschung der Einflussnahme des Ministeriums für Staatssicherheit (MfS) auf die elektronischen Medien in der DDR und der Bundesrepublik (Operation Fernsehen) oder Untersuchungen zum Bild der DDR bei Lehrern und Schülern.
Bis Ende 2023 war die finanzielle Grundausstattung durch die FU Berlin gesichert. Zahlreiche Forschungsvorhaben wurden aus Drittmitteln finanziert. Unter anderen erhielt der Forschungsverbund Gelder von der Volkswagen-Stiftung, der Kulturstiftung der Deutschen Bank, der Deutschen Forschungsgemeinschaft, der ARD, der Lotto-Stiftung-Berlin sowie aus Bundes- und Landesmitteln. Seit Oktober 2023 befand sich der Forschungsverbund SED-Staat in Abwicklung, zum Jahresende 2024 wurde er aufgelöst. Bis 2024 erschienen in der Schriftenreihe "Studien des Forschungsverbundes SED Staat an der Freien Universität Berlin" 31 Bände. Die letzte Ausgabe der Zeitschrift des Forschungsverbundes (Nr. 52) erschien im Februar 2024.

## Kritik
Der Forschungsverbund war mehrfach in heftige Auseinandersetzungen mit anderen Fachwissenschaftlern verwickelt. Viele dieser Konflikte lösten seine Mitarbeiter selbst aus, als sie – vor allem in den 1990er Jahren – sozialliberalen Historikern und Politologen wie Jürgen Kocka, Lutz Niethammer, Peter Steinbach, Peter Christian Ludz und Gert-Joachim Glaeßner eine „Nähe zum SED-Regime“ bzw. eine Verharmlosung der DDR unterstellten. Die Kritiker des Forschungsverbunds thematisierten vor allem die von seinen Wortführern zur Leitlinie erhobene Variante der Totalitarismustheorie, mittels der auch die DDR als „totalitärer Staat“ besprochen wird. Dadurch werde absichtsvoll eine subtile, schon in der Eigenbezeichnung („SED-Staat“ in Anlehnung an den etablierten Begriff „NS-Staat“) und der programmatischen Rede von der „zweiten deutschen Diktatur“ vorexerzierte Gleichsetzung mit dem Naziregime und so zuletzt auch dessen Relativierung betrieben. Auf dem Höhepunkt dieser Debatten wurde wiederholt die fachliche Kompetenz der Forschungsverbund-Mitarbeiter angezweifelt. Der Historiker Wolfgang Wippermann bewertete die Hauptakteure als „Hobbyhistoriker“ und „nekrophile Antikommunisten“, die Wissenschaft als „politische Peep-Show“ betreiben würden. Auffällig sei, so Wippermann, dass viele Mitarbeiter „auf eine linke Vergangenheit zurück[blicken], die sie mit einem pathologisch wirkenden Eifer bewältigen möchten.“ Sigrid Meuschel bescheinigte Schroeder und Staadt „analytische Provinz“. Jürgen Kocka bezeichnete die Leiter des Forschungsverbunds als „Meister der politischen Demagogie“, sie seien „Autoren von Halbwahrheiten und Verzerrungen und Wissenschaftler ohne Glaubwürdigkeit und Seriosität – um es zurückhaltend zu formulieren“. Wolf-Dieter Narr dagegen bescheinigte Schroeder und Staadt, sie hätten mit ihrer Kritik an der „systemimmanenten“ DDR-Forschung „summa summarum ins Schwarze“ getroffen. Der Zeithistoriker Klaus-Dietmar Henke charakterisierte den Verbund 2003 wie folgt: „Der Verbund verstand es, sein ausgeprägtes Talent zu medialer Inszenierung mit seriöser Forschung zu verbinden und legte u. a. Analysen zu Machtsicherung, Struktur und Politik der SED vor.“ Von weiteren Stimmen wurde der Forschungsverbund ebenfalls immer wieder gestützt, so etwa von dem Historiker und Publizisten Götz Aly.
Eine vom Beauftragten der Bundesregierung für Kultur und Medien sowie drei Bundesländern über mehrere Jahre mit 575.000,- € Euro geförderte Studie über die Todesopfer des DDR-Grenzregimes an der innerdeutschen Grenze, die 2017 vorgelegt wurde, ist ein gutes Jahr später in die Kritik geraten. Auslöser war ein Bericht des rbb am 6. November 2018. Die rbb-Journalistin Gabi Probst kritisierte darin die Aufnahmekriterien der Herausgeber für Fälle, die jenseits der zu Tode gekommenen Flüchtlinge als „Todesopfer des DDR-Grenzregimes“ gewertet wurden. Der Historiker Christian Sachse sprach in dem Beitrag zumindest in Bezug auf einen Fall von „gewollter Manipulation“ und meinte generell: „Ich denke, dass es an vielen Stellen Lyrik ist, was hier drin steht.“ In dem rbb-Beitrag und auf einer extra eingerichteten Dokumentationsseite schilderte Probst einige ihrer Meinung nach besonders eklatante Fälle: „Die Prüfung der Akten, die den Autoren als Grundlage dienen, hat ergeben, dass mindestens 50 Opferfälle angezweifelt werden müssen. So zählt die Studie auch Offiziere, die Suizid begangen haben, und einen in Moskau hingerichteten Ex-Waffen-SS-Mann zu den Opfern. Auch Volkspolizisten, die Opfer eines Amoklaufes wurden, werden als Opfer aufgeführt, obwohl es keinen direkten Zusammenhang mit der Grenze gibt. Viele Todesopfer entpuppen sich sogar als gescheiterte Vollstrecker des Grenzregimes.“ Die Herausgeber wiesen die Vorwürfe umgehend zurück, der rbb-Beitrag „enthalte Falschbehauptungen, Unterstellungen und Mutmaßungen, die der Selbstverpflichtung des öffentlichen-rechtlichen Fernsehprogramms zu einer sachlichen und fairen Berichterstattung Hohn sprechen.“ Der rbb-Bericht löste weitere Berichte und Kommentare in der Tagespresse aus. Die Kulturstaatsministerin Monika Grütters kündigte an, ihr Haus werde den „Vorwürfen nachgehen und die jetzt bemängelten Fälle prüfen und erneut wissenschaftlich bewerten lassen“. Die Bundeszentrale für politische Bildung, die die nun kritisierte Studie bereits kurz nach ihrem Erscheinen in ihr Programm aufgenommen hatte, zog sie zwei Tage nach dem rbb-Bericht bis zur Klärung der Vorwürfe zurück. Seit Oktober 2019 ist die Studie in der Schriftenreihe der Bundeszentrale als Band 10119 wieder erhältlich. Auch von wissenschaftlicher Seite kam weitere Kritik, so meinte z. B. Maria Nooke, bis 2017 Vize-Direktorin der Stiftung Berliner Mauer und Mitherausgeberin einer vergleichbaren Studie zu den Todesopfern an der Berliner Mauer, die vom rbb vorgetragenen Zweifel seien berechtigt: „Ich unterstütze daher die Untersuchung der Ergebnisse durch unabhängige Wissenschaftler“. Michael Kubina, bis 2013 zwei Jahrzehnte Mitarbeiter am Forschungsverbund SED-Staat und anfänglich auch des Projektes zu den Todesopfern, deutete an, dass es bereits im Projekt Kontroversen über die Aufnahmekriterien gegeben hatte. Er sagte, das Ziel, eine wissenschaftlich gesicherte Zahl der Todesopfer vorzulegen, sei nicht erfüllt: „Man war aber offenbar bestrebt, die Zahlen nach oben zu ziehen, und hat Fälle reingenommen, die nicht zu rechtfertigen sind.“ Inzwischen hat sich das BKM in Person der Kulturstaatsministerin Monika Grütters von den zuvor vom BKM und in dessen Folge auch von Medien verbreiteten Zahl von 327 Todesopfern und damit implizit auch von der durch ihr finanzierten Studie öffentlich distanziert. Wenn man alle strittigen Opfer abziehe, so Grütters, „kommen zu den 138 Toten an der Berliner Mauer mindestens 140 Menschen, die im Vergleichszeitraum zwischen 1961 und 1989 an der innerdeutschen Grenze ihre Leben verloren“. Inzwischen zählt die Bundesregierung mindestens 260 Todesopfer an der innerdeutschen Grenze. Die Herausgeber Schroeder und Staadt konterten mit einer Stellungnahme. Sie wenden ein, „die Fachwelt“ habe „eher mit Unverständnis auf die von rbb und Tagesspiegel verbreiteten Aufgeregtheiten, die zum Teil auf Falschbehauptungen und der Auslassung wichtiger Fakten beruhten“ reagiert.
Das Bundesministerium für Bildung und Forschung (BMBF) finanzierte 2018 nach einem offenen Auswahlverfahren durch wissenschaftliche Experten ein Folgeprojekt des Forschungsverbundes zu den DDR-Todesopfern an den Grenzen anderer Staaten des ehemaligen Ostblocks. Das Projekt war Teilprojekt eines vom BMBF finanzierten Forschungskonsortiums, das sich unter dem Titel „Eiserner Vorhang“ mit eigener Homepage präsentiert. Beteiligte sind Hubertus Buchstein, Universität Greifswald, mit einem Projekt über Todesfälle von DDR-Bürgern bei Fluchtversuchen über die Ostsee, und Manfred Görtemaker, Universität Potsdam, mit einem Projekt, das die „Funktion des DDR-Justizministeriums im SED-Staat und die Willkürjustiz gegen Ausreisewillige und Flüchtlinge“ untersucht. Ergebnisse der Forschung zu den Todesfällen bei Fluchtversuchen über die Ostsee und den Eisernen Vorhang in Osteuropa sind in zwei biografischen Handbüchern sowie im Biografischen Online-Handbuch der FU-Berlin veröffentlicht.
Michael Kubina hat seine kritische Expertise zur Studie von Schroeder und Staadt als Arbeitspapier veröffentlicht, eine zweite, aktualisierte Auflage ist jetzt auch online verfügbar. Die Bundeszentrale für politische Bildung hat im Deutschland Archiv unter dem Titel Wer war Opfer des DDR-Grenzregimes? mehrere Beiträge freigeschaltet. In einem ersten Beitrag erläutern Jochen Staadt und Jan Kostka für den Forschungsverbund SED-Staat ihren in der Studie verfolgten Ansatz. In einem zweiten Debattenbeitrag legt Michael Kubina seine Kritik dar. Neben den im Deutschland Archiv veröffentlichten kontroversen Beiträgen zur umstrittenen Frage der Opferkategorien beschäftigten sich auch zwei Expertenrunden der Bundeszentrale für politische Bildung mit der Thematik. Ein im November 2020 erschienenes Arbeitspapier des Forschungsverbundes SED-Staat mit dem Titel „Fakten weg. Dokumentation einer Kampagne“ enthält auf 152 Seiten eine Darstellung der Debatte über das biografische Handbuch und dazu erschienene Medienveröffentlichungen.